# Xã Benton, Quận Cheboygan, Michigan
Xã Benton (tiếng Anh: Benton Township) là một xã thuộc quận Cheboygan, tiểu bang Michigan, Hoa Kỳ. Năm 2010, dân số của xã này là 3.206 người.